# Barrio de Santiago, Guanajuato
Barrio de Santiago är en ort i Mexiko.   Den ligger i kommunen Tarandacuao och delstaten Guanajuato, i den södra delen av landet, 160 km väster om huvudstaden Mexico City. Barrio de Santiago ligger 1 921 meter över havet och antalet invånare är 407.
Terrängen runt Barrio de Santiago är platt åt nordost, men åt sydväst är den kuperad. Runt Barrio de Santiago är det ganska tätbefolkat, med 104 invånare per kvadratkilometer. Närmaste större samhälle är Maravatío, 14,6 km sydost om Barrio de Santiago. Trakten runt Barrio de Santiago består till största delen av jordbruksmark.